# Indisches Jahrhundert
Der Begriff indisches Jahrhundert (englisch Indian century) bezeichnet die Vorstellung, dass das 21. Jahrhundert geopolitisch und geoökonomisch von Indien als Supermacht dominiert sein wird.

## Pro-Argumente
Laut einem Bericht mit dem Titel „Indian Century: Defining India’s Place in a Rapidly Changing Global Economy“ des IBM Institute for Business Value aus dem Jahr 2015 wird Indien in den kommenden Jahren zu den am schnellsten wachsenden Volkswirtschaften der Welt gehören. Als Gründe werden u. a. eine bevölkerungsreiche und junge Arbeiterschaft sowie eine stetig wachsende Mittelschicht und damit einhergehend rapide ansteigende Kaufkraft genannt.
Es wird angenommen, dass die Wirtschaft Indiens bis Mitte des 21. Jahrhunderts die Wirtschaft der Vereinigten Staaten und die Wirtschaft Chinas als größte Volkswirtschaften der Welt überholen könnte und Indien somit zur größten Wirtschaftsmacht der Welt avancieren wird.

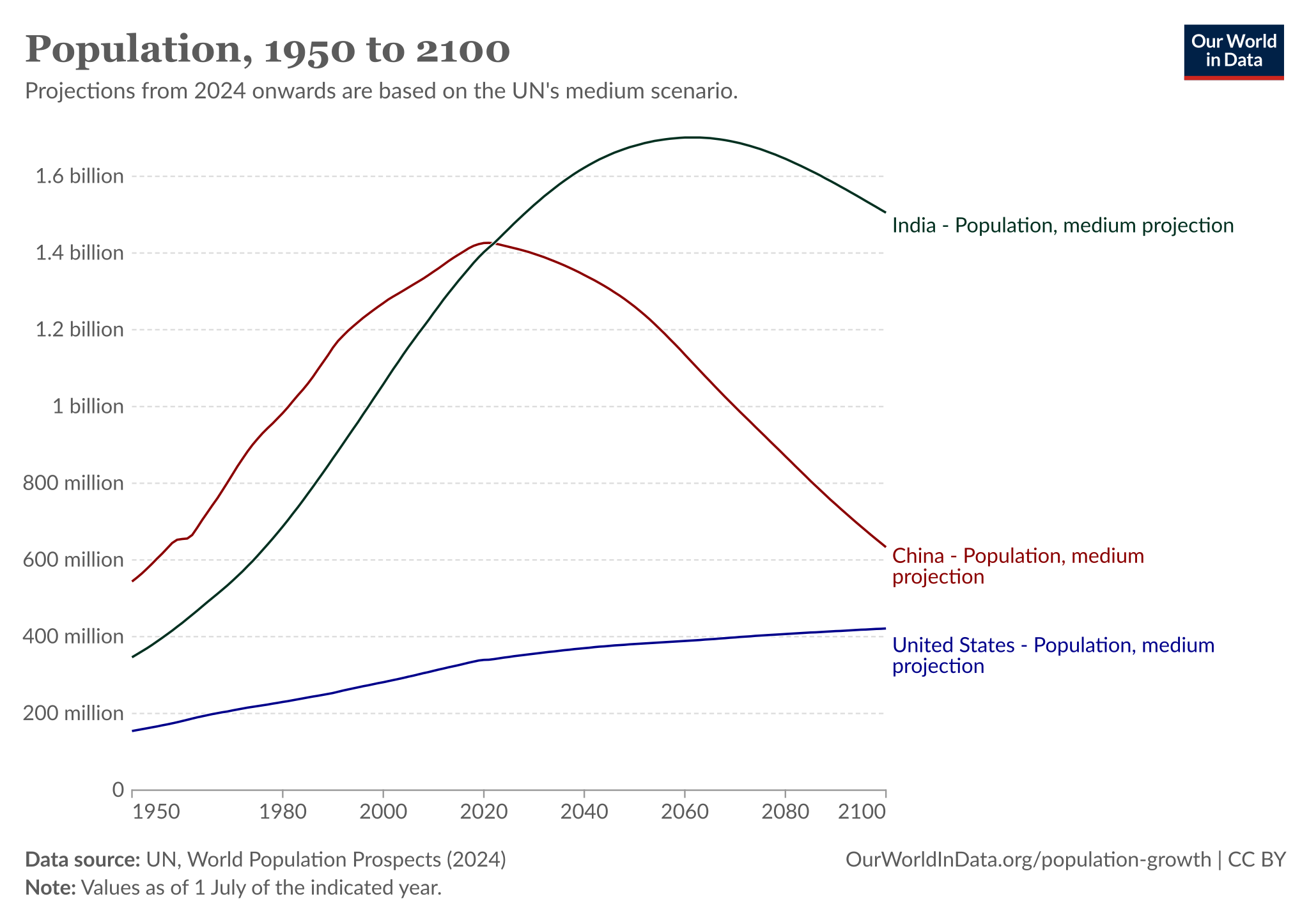
Bevölkerungsentwicklung von Indien, China und den USA mit Prognose bis 2100

Als weiterer häufig genannter Grund für Indiens potentielle Stellung als Supermacht im 21. Jahrhundert gilt die Tatsache, dass Indien die bevölkerungsreichste Demokratie der Welt darstellt, ein Faktor, der laut einigen Experten das kommunistisch organisierte China daran hindern wird, ein Land mit politischem und kulturellem Einfluss auf internationaler Ebene zu werden.